# ブラフマ・スートラ
『ブラフマ・スートラ』（梵: ब्रह्मसूत्र, Brahma Sūtra）は、インド哲学のヴェーダーンタ学派の根本聖典。5世紀前半ごろ成立。8世紀のシャンカラの注釈を通じて伝統的に読まれる。『ヴェーダーンタ・スートラ』『シャーリーラカ・スートラ』などとも呼ばれる。

## 内容
ブラフマンの考究を中心に、一元論、出家の讃美、『ウパニシャッド』諸文献の解釈、当時主流だったサーンキヤ学派の二元論への批判、姉妹学派のミーマーンサー学派への部分的批判、その他ヴァイシェーシカ学派・仏教・ジャイナ教・シヴァ教獣主派・ヴィシュヌ教バーガヴァタ派への批判を説く。
4編4章ずつの合計16章からなり、各章が複数の節からなる。
おそらく暗誦目的または秘教性のため、極端に簡潔な文体で省略を多用して書かれているため、注釈無しでは読解が困難である。

## 成立
伝承では、作者は前1世紀ごろのヴェーダーンタ学派の開祖バーダラーヤナとされる。しかし実際は、後400年から450年ごろに、学派内で既存の諸学説を整理して編纂したと推定される。

## 受容
本書は『ウパニシャッド』『バガヴァッド・ギーター』とともに、ヴェーダーンタ学派の「三種の学」として重視される。
ヴェーダーンタ学派内の諸派の開祖をはじめ、多くの学者の注釈があり、現存する注釈は約50種に及ぶ。現存最古かつ最重要の注釈に、8世紀の不二一元論派の開祖シャンカラの注釈がある。同派のパドマパーダやヴァーチャスパティ・ミシュラは、シャンカラの注釈への注釈（複注）を書いた。他の重要な注釈として、他派開祖のラーマーヌジャ、マドゥヴァ、ニムバールカ、ヴァッラバの注釈がある。ラーマーヌジャやマドゥヴァは、ヴィシュヌ教神学の観点とともに注釈した。近現代のインド学では、既存の注釈に依らない原意解釈も行われている。
近現代のインドでも、バラモン、シャンカラを崇敬するヒンドゥー教スマールタ派、ラーマクリシュナら思想家・宗教家などに重視されている。

## 日本語訳
- 服部正明「不二一元論 ブラフマ・スートラに対するシャンカラの注解 二一・一・四、一八」『世界の名著 1 バラモン教典 原始仏典』中央公論社、1961年、NDLJP:2934586

- 金倉円照『シャンカラの哲学 ブラフマ・スートラ釈論の全訳』春秋社

上巻: 1980年、NDLJP:12215530、下巻: 1984年、NDLJP:12215833
- 湯田豊『ブラフマ・スートラ シャンカラの註釈』大東出版社

上巻: 2006年、ISBN 978-4-500-00708-0、下巻: 2007年、ISBN 978-4-500-00709-7